# ديزي دان
ديزي دان (بالإنجليزية: Daisy Dunn)‏ هي كاتِبة بريطانية، ولدت في 1987 في لندن في المملكة المتحدة.